# Uganda ai Giochi della XVI Olimpiade
L'Uganda ha partecipato ai Giochi della XVI Olimpiade che si sono svolti a Melbourne dal 22 novembre all'8 dicembre 1956 
con una delegazione di 3 atleti impegnati in 1 disciplina,
senza aggiudicarsi medaglie.